# Île de Sinmi
L'île de Sinmi (en chosŏn'gŭl : 신미도 et en hanja : 身彌島), avec 52 km², est la plus grande île de Corée du Nord. Elle est située au fond du golfe de Corée dans l'archipel de Pansong. Elle dépend de l'arrondissement de Sonchon dans le Phyongan du Nord. Elle culmine sur le mont Unjong à 532 m d'altitude et abrite de nombreuses plantes que l'on ne trouve normalement que dans des régions plus chaudes que le Phyongan. Elle est reliée au continent par un ferry.

## Réserve naturelle
Une réserve botanique de 22,8 km² a été instaurée en avril 2003 pour protéger le paysage et la flore. Celle-ci est constituée essentiellement de bois de pins et de chênes. Son climat est adouci par la présence de la mer, la température annuelle moyenne est de 9 °C (Sur le continent, à Sonchon, la température moyenne de janvier est de -9,2 °C, celle d'aout de 23,6 °C.). En hauteur, les espèces notables sont le chêne de Mongolie et le mélèze de Dahurie (Larix gmelinii var. Olgensis). Plus bas poussent le picrasma à feuilles d'ailanthe, le faux poivrier (zanthoxylum schinifolium), le roseau des montagnes, le miscanthus, la grande pimprenelle, l'aster du Japon, le lys jaune, la campanule, la quintefeuille, l'aulne et l'azalée. Près de la mer, sur des terrains salés, on trouve de la soude (suaeda glauca et japonica) et de la salicorne.